# توم بارنت (لاعب كرة قدم أمريكية)
توم بارنت (بالإنجليزية: Tom Barnett)‏ هو لاعب كرة قدم أمريكية أمريكي، ولد في 11 يوليو 1937 في ألايانس في الولايات المتحدة.

## وصلات خارجية
- توم بارنت على موقع مرجع كرة القدم المحترفة.كوم (الإنجليزية)